# Tiscali (bedrijf)
Tiscali S.p.A. is een van oorsprong Italiaans internet- en communicatiebedrijf, gesticht door Renato Soru. Het bedrijf heeft zijn hoofdbasis in Sardinië. Op de eindgebruikersmarkt biedt Tiscali internet- en telefoniediensten aan in Italië, Duitsland, het Verenigd Koninkrijk en Tsjechië. Op de wholesalemarkt heeft Tiscali klanten in veel Europese landen, de Verenigde Staten, Singapore en Hong Kong.

## Korte geschiedenis
Na de vrijmaking van de Italiaanse telecommunicatiemarkt richtte in januari 1998 Renato Soru Tiscali op als een regionale telefoonoperator en internet service provider. Het bedrijf ontleent zijn naam aan een berg in Sardinië. Deze berg is hol en van de bovenkant open. In de berg zijn archeologische vondsten gedaan. Na de beursgang in oktober 1999 was het bedrijf in staat om te groeien in Europa.
Eind 2000 nam Tiscali World Online over. Kort daarna werden ook het Franse Liberty Surf en het Britse LineOne overgenomen. In 2004 besloot Tiscali zich te concentreren op het Verenigd Koninkrijk, Nederland, Italië, Duitsland en Tsjechië. De activiteiten in de overige landen werden verkocht. In 2005 was Tiscali de op twee na grootste internetprovider in Europa.

## Tiscali in Nederland
In 2000 werd Tiscali op de Nederlandse markt actief door het overnemen van internet provider World Online, dat in 1998 The Internet Plaza (TIP) had overgenomen. De naam van World Online werd gewijzigd in Tiscali Nederland.
In 2007 werd Tiscali Nederland overgenomen door KPN. De zakelijke tak is geheel ontmanteld, klanten werd de keus gegeven hun account onder te brengen bij Zakelijk ADSL van KPN of het lopende contract te beëindigen. Voor de particuliere klanten werd de naam gewijzigd in Telfort internet. Op 1 april 2008 hield Tiscali Nederland definitief op te bestaan. De firma stak 2 miljoen in de film 06/05 van Theo van Gogh.

## Tiscali in België
Tiscali werd actief op de Belgische markt door de overname van Link Line (FreeGates) in 2000. In 2003 werd het Franse Wanadoo België overgenomen. In 2004 trok het bedrijf zich alweer terug uit België en Scarlet nam de klanten en infrastructuur over.